# Atribalus wolfaardti
Atribalus wolfaardti är en skalbaggsart som beskrevs av Yves Gomy och Michel Perreau 2001. Atribalus wolfaardti ingår i släktet Atribalus och familjen stumpbaggar. Inga underarter finns listade i Catalogue of Life.